# Софі Калле
Софі Калле (народилася 9 жовтня 1953)  — французька письменниця, фотограф, художниця інсталяцій і концептуальна художниця .  Роботи Калле вирізняються використанням довільних наборів обмежень і часто зображують людську вразливість, досліджують ідентичність та інтимність. Вона відома своєю детективною схильністю стежити за незнайомцями та досліджувати їх особисте життя. Її фотографічні роботи часто включають панелі з текстом її власного написання. 

## Роботи

### 1979–1981 роки
У «Венеційському почеті» (Suite Venitienne, 1979) Калле слідувала за чоловіком, якого вона зустріла на вечірці в Парижі, до Венеції, де вона, замаскувавшись, ходила за ним містом і фотографувала його. Спостереження Калле за чоловіком, якого вона ідентифікує просто як Henri B., містить чорно-білі фотографії, які супроводжуються текстом. 
Першою мистецькою роботою Калле були «Сплячі» ( Les Dormeurs ), проект, в якому вона запрошувала перехожих зайняти її ліжко.  Деякі були друзями або друзями друзів, а деякі були для неї незнайомими. Вона подавала їм їжу та щогодини фотографувала.
Щоб реалізувати свій проект «Готель» (The Hotel, 1981), вона влаштувалась покоївкою в готель у Венеції, де вона мала змогу досліджувати предмети гостей готелю та написані ними тексти.  Уявлення про цей процес і його отриману в результаті естетику можна скласти з її розповіді про цей проект: «Я витратила рік, щоб знайти готель, я витратила три місяці на написання і перегляд тексту, я витратила три місяці, переглядаючи фотографії, і я витратила один день, вирішуючи, що це буде такий розмір і така рама... це остання думка в цьому процесі». 

### Середина і кінець 1980-х
Одним із перших проектів Калле, які викликали громадську полеміку, була «Адресна книга» (Address Book, 1983). Французька щоденна газета Libération запросила її опублікувати серію з 28 статей. Нещодавно знайшовши на вулиці алфавітну записну книжку (з якої вона зробила ксерокопію та яку потім повернула власнику), вона вирішила зателефонувати за деякими номерами з книжки та поговорити з людьми про її власника. До розшифровок цих розмов Калле додала фотографії улюблених занять чоловіка, створивши портрет людини, яку вона ніколи не зустрічала, через його знайомих. Статті були опубліковані, але, виявивши їх, власник адресної книжки, режисер-документаліст на ім’я П’єр Бодрі (Pierre Baudry), пригрозив подати на художницю до суду за втручання в приватне життя. Як повідомляє Калле, власник знайшов її оголену фотографію та вимагав від газети опублікувати її в помсту за те, що він вважав небажаним втручанням у його особисте життя.
Інший визначний проект Калле — «Сліпі» (The Blind, 1986), для якого вона брала інтерв’ю у сліпих людей і просила їх дати визначення краси. Їхні відповіді супроводжувалися її фотографічною інтерпретацією їхніх уявлень про красу та портретами опитаних. 
1. ↑  SNAC — 2010.
2. ↑  FemBio database
3. ↑  Museum of Modern Art online collection
4. ↑  https://www.workwithdata.com/person/sophie-calle-1953
5. ↑  Bibliothèque nationale de France BNF: платформа відкритих даних — 2011.
6. ↑  CONOR.Sl
7. ↑  руйнування
8. ↑  Tate. Sophie Calle born 1953. Tate. Процитовано 7 січня 2019.
9. ↑  O'Hagan, Sean (4 березня 2017). Strangers, secrets and desire: the surreal world of Sophie Calle. The Guardian. London. Процитовано 4 березня 2017.
10. ↑  Hillstrom, Laurie Collier (1999). Contemporary Women Artists. Farmington Hills, MI: St. James Press. с. 107–110. ISBN 1-55862-372-8.
11. ↑  Bois, Yve-Alain, "Character Study: Sophie Calle." Artforum, April, 2000, pp. 126–31.
12. ↑  Sophie Calle, M'as-tu vue. Munich: Prestel Publishing. 2003. с. 15. ISBN 3-7913-3035-7.
13. ↑  Phaidon Editors (2019). Great women artists. Phaidon Press. с. 82. ISBN 978-0714878775.
14. ↑  Hanhardt, John G. et al., Moving Pictures: Contemporary Photography and Video from the Guggenheim Collection. (Hardcover) Solomon R. Guggenheim Foundation (2003)
15. ↑  Sophie Calle, M'as-tu vue. Munich: Prestel Publishing. 2003. с. 377. ISBN 3-7913-3035-7.